# 特沃罗伊里市镇
特沃罗伊里市镇是法罗群岛的市镇，行政中心为特沃罗伊里村。市镇面积为43平方公里，人口数量为1,744人（2021年1月）。
市镇范围覆盖苏德岛东北部，包括5个村庄。该市镇是苏德岛上7个市镇之一。

## 图集

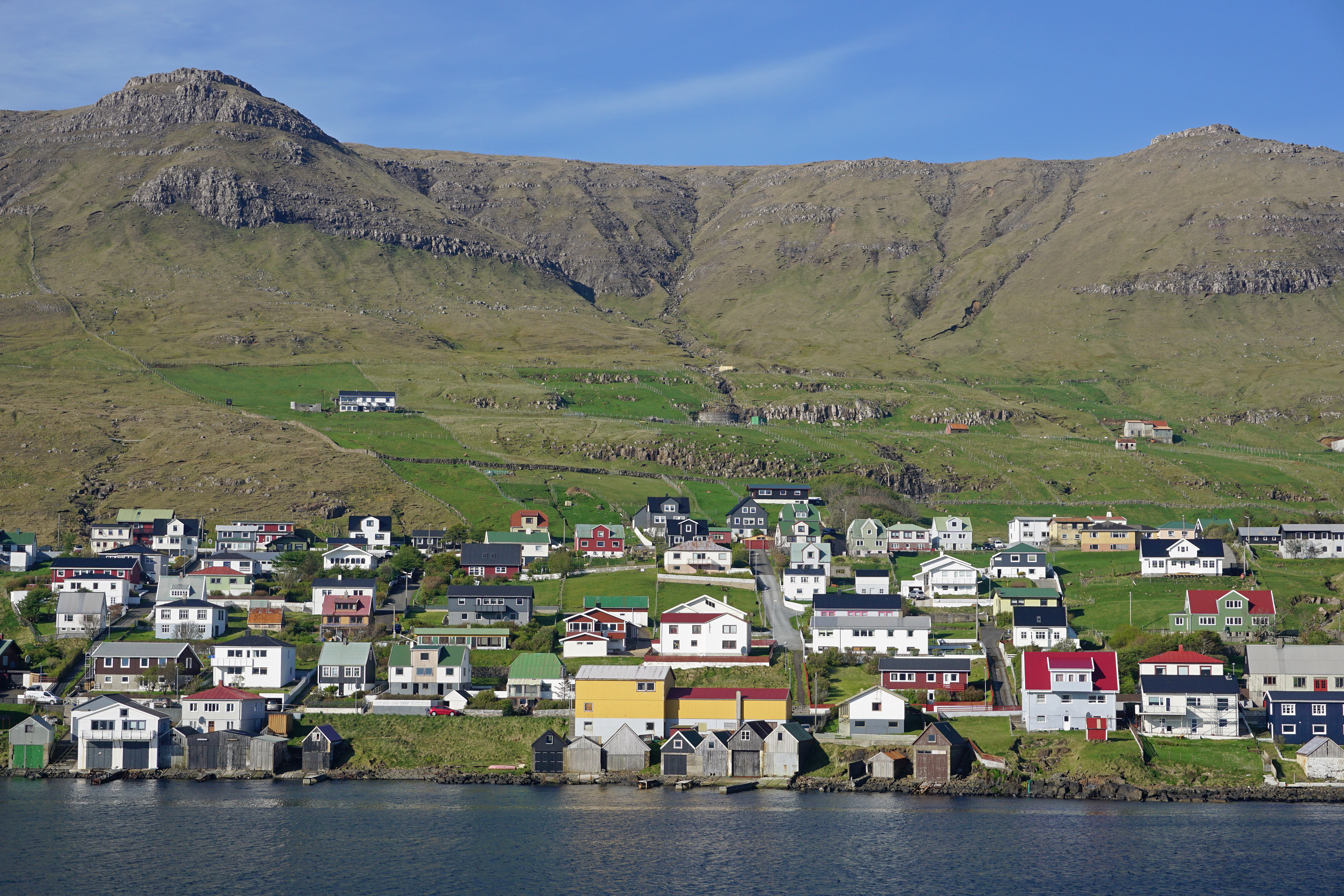
特沃罗伊里
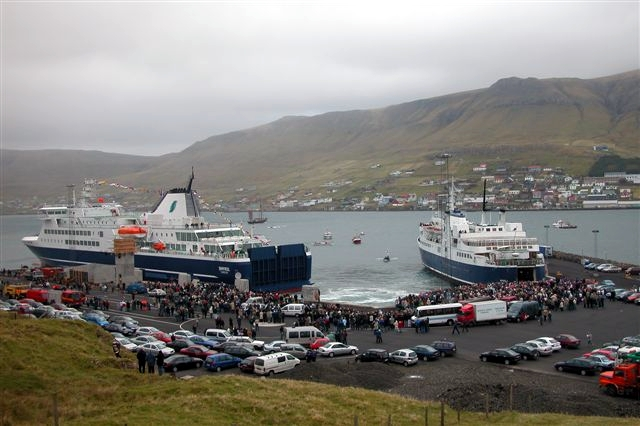
轮渡
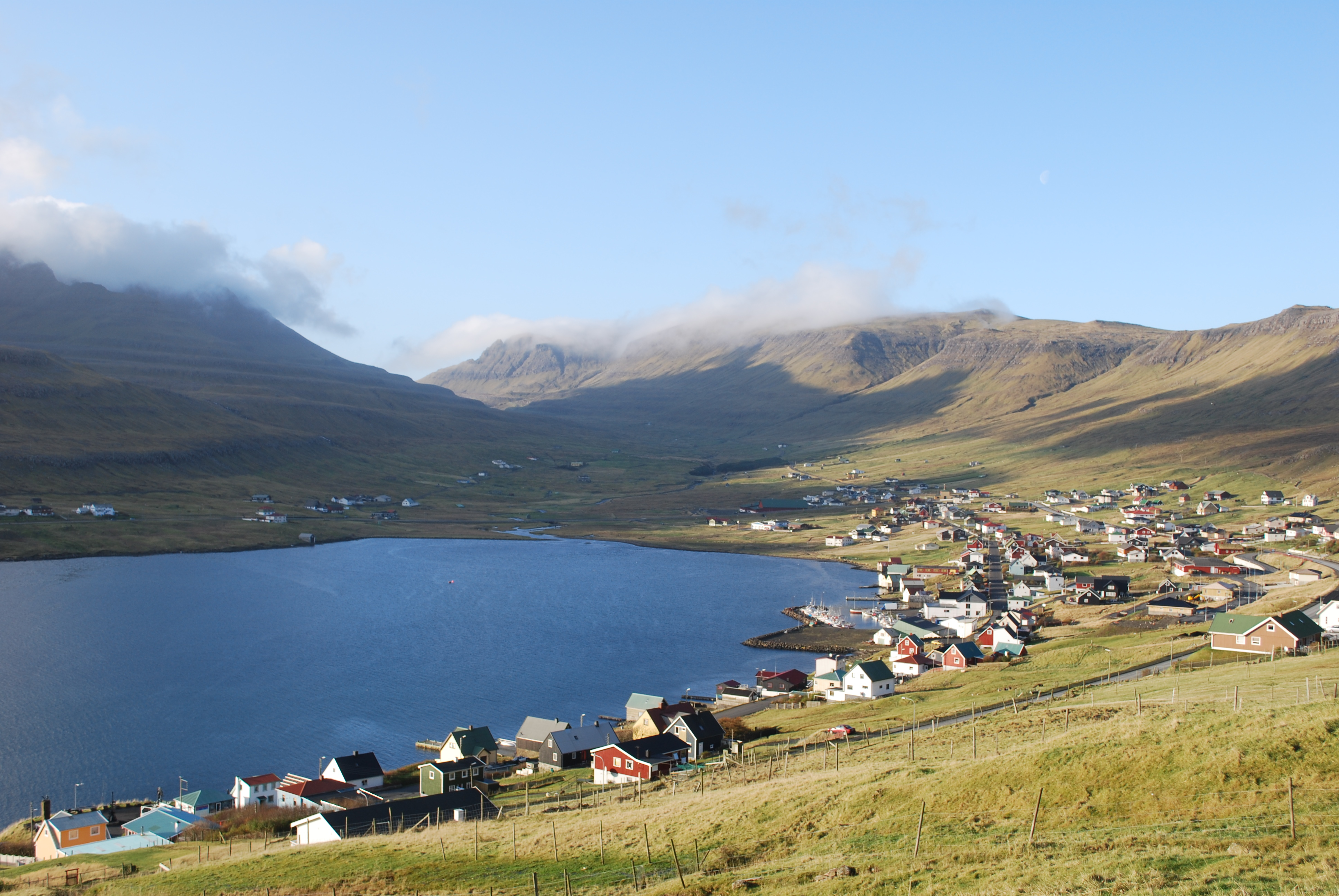
Trongisvágur村
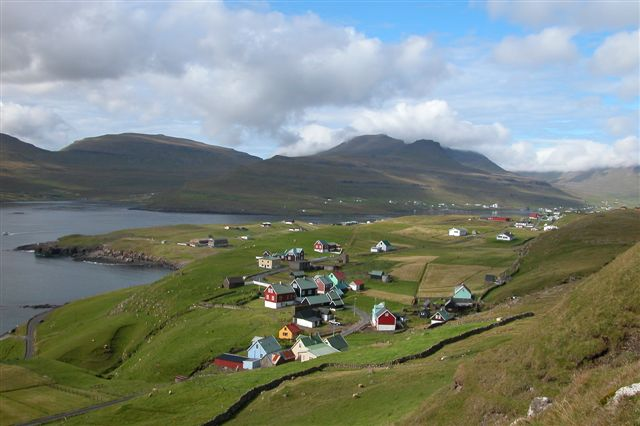
Froðba村
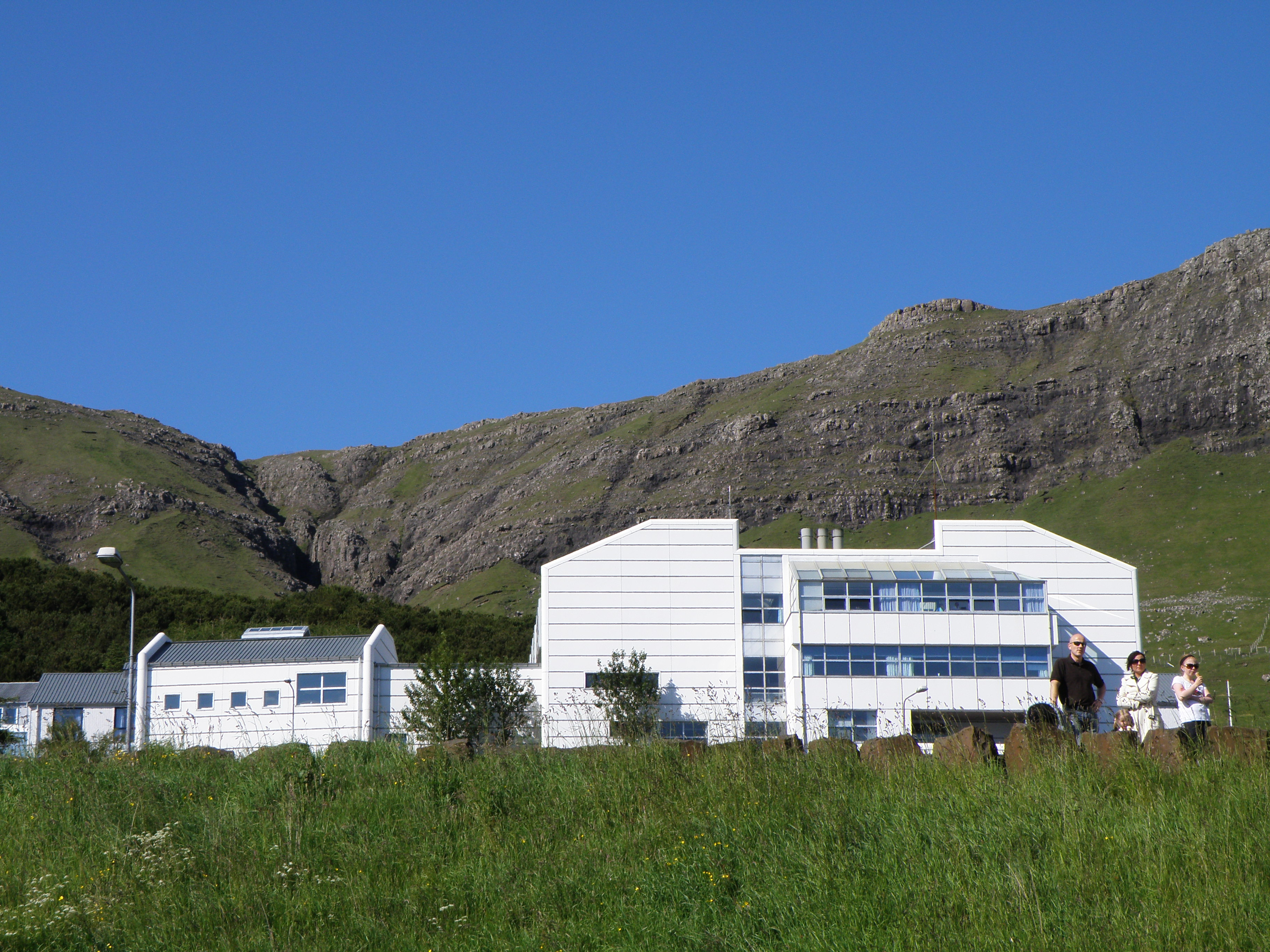
苏德岛医院